# Christine Kirch
Christine Kirch (ur. w kwietniu 1697 w Guben, zm. 6 maja 1782 w Berlinie) – niemiecka astronomka, twórczyni kalendarzy astronomicznych.

## Życiorys
Była córką pary astronomów: Gottfryda Kircha oraz Marii Kirch. Już od młodych lat uczestniczyła w obserwacjach prowadzonych przez rodziców, zwłaszcza dużo czasu spędzała z matką. W późniejszym okresie pomagała również bratu Christfriedowi Kirch w obliczeniach potrzebnych przy przygotowywaniu kalendarzy astronomicznych i astrologicznych. Robiła notatki, prowadziła obserwacje jako druga osoba (rzadziej jako obserwator główny) oraz zbierała sprawozdania przesyłane przez korespondentów. Do swoich obowiązków, w późniejszym czasie wciągnęła też swą siostrę, Marię. Mimo warunków nigdy nie rozwinęła się w samodzielnego naukowca. Nigdy też nie została członkiem Berlińskiej Akademii Nauk. Od śmierci brata, to jest od 1744 r., Christine i Maria otrzymywały regularnie, wypłaty za pracę na rzecz Berlińskiej Akademii Nauk, w kwocie 25 talarów na kwartał. Raz Christine otrzymała 150 talarów za przygotowanie dziesięcioletniego kalendarza astrologicznego dla Śląska. Od 1759 r. wypłaty przychodziły wyłącznie na Christine Kirch. Ocenia się, że jej zarobki roczne sięgały kwoty 400 talarów co było porównywalne z zarobkami mężczyzn – członków akademii.
Po 1772 roku Christine Kirch mimo wytężonej pracy zaczęła nie nadążać z obliczeniami. Akademia zmniejszyła ilość zleceń i przysłała stosowne podziękowanie za współpracę. Później Akademia zobowiązała Bodego do udzielania Christine pomocy w nauce nowych, szybszych metod prowadzenia obliczeń astronomicznych.